# Captain Nice
Captain Nice est une série télévisée américaine en quinze épisodes de 25 minutes, créée par Buck Henry et diffusée du 9 janvier 1967 au 1er mai 1967 sur le réseau NBC.
En France, la série a été diffusée à partir du 24 juin 1987 sur Canal+.
Rediffusion à partir du 2 février 1989 dans le Club Dorothée sur TF1.
Rediffusion en 1991 dans Youpi ! sur La Cinq.

## Synopsis
Surfant sur la mode des super-héros kitchs des années 1960, cette série raconte l'histoire de Carter Nash (William Daniels), un fils à maman, chimiste pour la police, qui découvre une potion magique qui va le transformer en Captain Nice.
Captain Nice pourchasse les méchants en étant habillé en pyjama cousu par sa mère. Le nom "Captain Nice" provient des initiales gravées sur la ceinture de Carter Nash : "CN." Captain Nice peut voler, mais il a le vertige.
Carter a une petite amie au commissariat : la Sergent Candy Kane. Candy est une simple contractuelle, mais Carter et Captain Nice ne sont pas insensibles à son charme.

## Distribution
- William Daniels : Carter Nash / Captain Nice
- Byron Foulger : M. Nash
- Alice Ghostley : Mme Nash
- Ann Prentiss : Le sergent Candy Kane
- Liam Dunn : Le maire Finney

## Épisodes
1. L'homme qui vole comme un pigeon (The Man Who Flies Like A Pigeon)
2. titre français inconnu (How Sheik Can You Get?)
3. Cette chose (That Thing)
4. C'était le pont qui était (That Was the Bridge That Was)
5. L'homme aux trois yeux bleus (The Man With Three Blue Eyes)
6. La grande ville est-elle en train de brûler ? (Is Big Town Burning?)
7. Ne prenez aucun indien en bois (Don't Take Any Wooden Indians)
8. C'est ce que les mères sont pour (That's What Mothers Are For)
9. Tout ce que Lola veut (Whatever Lola Wants)
10. Qui a peur d'Amanda Woolf ? (Who's Afraid Of Amanda Woolf?)
11. La semaine où ils ont volé le jour de paie (The Week They Stole Payday)
12. C'est bon, mais il manque quelque chose (It Tastes Okay, But Something's Missing)
13. Puis-je avoir la dernière danse ? (May I Have The Last Dance?)
14. Une pomme pourrie (One Rotten Apple)
15. Méfiez-vous des prophètes cachés (Beware Of Hidden Prophets)

## Commentaires
La série a été créée par Buck Henry, le cocréateur de Max la Menace. Le concept est similaire à la série de CBS, Mr. Terrific, qui précédait Captain Nice le lundi soir.
Ann Prentiss, la sœur cadette de l'actrice Paula Prentiss et belle-sœur de l'acteur Richard Benjamin, joue Candy.
Alice Ghostley joue la mère de Carter. Elle devint célèbre en jouant Bernice la voisine dans la sitcom Femmes d'affaires et dames de cœur (Designing Women). Elle jouait aussi la nounou Esmeralda dans Ma sorcière bien-aimée (Bewitched).
Le père de Carter, dont on ne voit jamais le visage, est interprété par l'acteur prolifique Byron Foulger. À l'inverse de son omniprésence au cinéma, ses apparitions dans Captain Nice sont fugaces et se limitent à le voir caché derrière un journal.